# Todos sus éxitos
Todos Sus Éxitos en el segundo disco recopilatorio de la banda de rock chilena, Lucybell.  Las canciones corresponden al periodo comprendido entre 1995 (año de lanzamiento de Peces) y 2001 (año de lanzamiento de Sesión Futura).
Junto con el lanzamiento en CD, se libera una versión en DVD llamado "Todos Sus Videos". Es, además, el primer álbum lanzado por la banda bajo la discográfica EMI luego de que la banda se cambiara de sello discográfico a Warner Music.

## Lista de canciones
Todas las canciones escritas y compuestas por Lucybell, excepto "Sol Invisible", escrita por Sting. 
| N.º   | Título                                                                | Álbum de origen                                                      | Duración |  |
| 1.    | «De Sudor y Ternura»                                                  | Peces (1995)                                                         | 4:37     |  |
| 2.    | «Carnaval»                                                            | Viajar (1996)                                                        | 4:34     |  |
| 3.    | «Vete»                                                                | Peces (1995)                                                         | 3:40     |  |
| 4.    | «Caballos de Histeria»                                                | Lucybell (1998)                                                      | 4:47     |  |
| 5.    | «Viajar»                                                              | Viajar (1996)                                                        | 4:07     |  |
| 6.    | «Flotar Es Caer»                                                      | Viajar (1996)                                                        | 6:11     |  |
| 7.    | «Cuando Respiro en Tu Boca»                                           | Peces (1995)                                                         | 3:31     |  |
| 8.    | «Mataz»                                                               | Viajar (1996)                                                        | 5:49     |  |
| 9.    | «Sembrando en el Mar»                                                 | Lucybell (1998)                                                      | 3:54     |  |
| 10.   | «Lunas»                                                               | Peces (1995)                                                         | 2:48     |  |
| 11.   | «Si No Sé Abrir las Manos»                                            | Viajar (1996)                                                        | 4:03     |  |
| 12.   | «Rojo Eterno»                                                         | Lucybell (1998)                                                      | 5:33     |  |
| 13.   | «Sol Invisible»                                                       | Outlandos D'Americas: A Rock en Español Tribute to The Police (1998) | 5:18     |  |
| 14.   | «Vete» (En Vivo en el Teatro Cultural 602, 2001)                      | Sesión Futura (2001)                                                 | 3:57     |  |
| 15.   | «Paraísos» (En Vivo en el Teatro Cultural 602, 2001)                  | Sesión Futura (2001)                                                 | 2:14     |  |
| 16.   | «Cuando Respiro en Tu Boca» (En Vivo en el Teatro Cultural 602, 2001) | Sesión Futura (2001)                                                 | 3:42     |  |
| 17.   | «Lunas» (En Vivo en el Teatro Cultural 602, 2001)                     | Sesión Futura (2001)                                                 | 2:54     |  |
| 70:51 |                                                                       |                                                                      |          |  |

- Datos: Q6148028